# Стоимен Илиев
Стоимен Илиев Маринков е български революционер, деец на Вътрешната македоно-одринска революционна организация и Вътрешната македонска революционна организация.

## Биография
Стоимен Илиев е роден в кривопаланското село Търново, тогава в Османската империя. Присъединява се към ВМОРО, заклет в селската църква от войводата Петър Ангелов. В 1908 година районният войвода го назначава за началник на търновския революционен комитет и работи като такъв до Хуриета същата година. В 1910 година по време на Обезоръжителната акция на младотурците е арестуван, бит и изтезаван да предаде пушките на комитета. Осъден е на 1 година затвор, която излежава в Крива паланка и Куманово. В 1911 година влиза в четата на войводата Йосиф Бижа и същата година участва в сражението при Зрънчев връх, което трае от обед до мръкване.
В 1914 година продължава борбата с новите сръбски власти и влиза в четата на войводата Петко Стефанов Тлъмински, която същата година води тежко еднодневно сръжение със сръбски части при Градец. При навлизането на Българската армия във Вардарска Македония през октомври 1915 година служи като водач на българските части.
След злощастния за България край на Първата световна война се оттегля в Свободна България. Присъединява се към възстановената ВМРО и в 1922 година влиза в четата на Стоян Върбата. В същата година семейството му е изгонено от Търново и се установява в Гюешево. Илиев е четник до 1925 година, а след това служи като куриер от Гюешево за Кривопаланско.
Умира на 27 април 1942 година в Гюешево.
На 28 април 1943 година вдовицата му Йорданка Илиева от Търново, като жителка на Гюеиево, подава молба за народна пенсия, която е одобрена и отпусната от Министерския съвет на Царство България.